# Mont Wyville Thomson
Le mont Wyville Thomson est une montagne des îles Kerguelen s'élevant à 937 m d'altitude.
Point culminant de la presqu'île Ronarc'h, il a été nommé en hommage à Charles Wyville Thomson.

## Histoire
Edgar Aubert de la Rüe en fait l'ascension le jour de Noël 1949 avec deux compagnons de route. Il écrit : « Du navire, on pouvait penser que les montagnes débutaient au rivage. En réalité, une large zone de vilaines tourbières, dangereusement mouvantes, nous séparait des premiers escarpements. [...]. Après une première et rude montée [...] nous pûmes attaquer enfin les pentes nord du mont Wyville-Thompson (sic). Elles nous conduisirent tout d'abord au seuil d'un cratère d'explosion s'ouvrant sur le flanc de la montagne. [...] dans le fond, à l'altitude de 570 mètres, se cachait un lac sans issue, encore presque entièrement gelé. Il nous fallut contourner ensuite des escarpements très ébouleux, après quoi, de grands nevés très fermes nous amenèrent sans difficulté non loin du sommet. Seul le haut de la montagne nous donna quelque mal en raison de l'épaisse couche de givre, très glissante, encroûtant des chaos de roches instables ».